# ポストパンク
ポストパンク（Post-punk）は、1970年代末以降のインディペンデントなロック音楽の一部に適用され、音楽ジャーナリズムを中心に使用された音楽用語である。

## 概要
パンクの前身となるガレージ・ロックは1960年代後半にアメリカ西海岸において発祥した。ガレージ・ロックの後継音楽としては1970年代後半にロンドンやニューヨークを中心としたパンク・ロックが、一大ムーブメントを巻き起こした。
ポストパンクとはパンク登場後に、その流れを引き継いだロックの潮流で、主にロック評論家や音楽ジャーナリズムがある種の理屈上のジャンルとして名付けたものである。ポストパンクには実験音楽、ダブ、ファンク、スカ、レゲエなど、様々な音楽ジャンルが含まれた。ポストパンクは同時期に勃興していたニュー・ウェイヴと同一視される場合も多かった。主なバンドにはPIL、ポップ・グループらがいた。ニュー・ウェイヴは1980年代前半、アメリカ進出に成功し、ヒットを連発したことで1980年代中期以降には衰退していった。その音楽性や精神性は1990年代におけるグランジへと受け継がれていくことになった。

## 詳細
それまでの旧態依然としたロックの否定を出発点としたロンドンパンクの流れを受け継いでいるため、レゲエ、ファンク、フリー・ジャズ、アラブやインド、アフリカなどの民族音楽を取り入れるなど音楽的チャレンジに貪欲なバンドが多い。トーキング・ヘッズのように、ビートを強調したダンス・ミュージックを演奏するバンドもいた。他にスージー・アンド・ザ・バンシーズ、ディーヴォ、マガジン、ギャング・オブ・フォー、ジョイ・ディヴィジョンらも活躍した。
ポストパンクは同時期に勃興していたニュー・ウェイヴと同一視される場合も多く、ロック評論家は別として、一般の音楽ファンは「ポストパンク」ではなく、「ニュー・ウェイヴ」を使用していた。